# ジェームズ・キルボーン

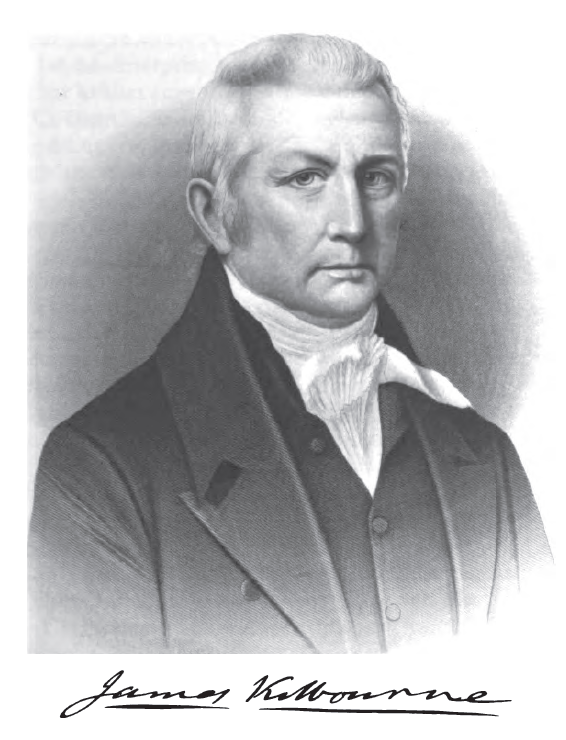
ジェームズ・キルボーン

ジェームズ・キルボーン（James Kilbourne、1770年10月19日 - 1850年4月9日）はアメリカ合衆国オハイオ州の政治家、測量技師である。

## 経歴
コネチカット州ニューブリテンで生まれ、1803年に家族とオハイオ州に移り、ワージントン市を設立。1805年に公有地の測量技師に任ぜられる。
米英戦争時は、辺境の連隊の大佐を務めた。アメリカ合衆国下院議員（民主共和党、オハイオ州の第5選挙区）を1813年から1817年まで2期務めた。1823年、1824年、1838年、1839年と、オハイオ州下院議員でもあった。
同じく測量技師でウィスコンシン州ミルウォーキー市の設立者、市長のバイロン・キルボーンの父。